# Papyrus 133
Papyrus 133 of {\displaystyle {\mathfrak {P}}^{133}} (volgens de nummering van Gregory-Aland) of P.Oxy. 5259 is een Grieks afschrift van het Nieuwe Testament, geschreven op papyrus. Van het handschrift zijn drie fragmenten bewaard gebleven, recto en verso beschreven, waarop de tekst van 1 Timoteüs 3:13-4:8 (gedeeltelijk) bewaard is. In de tekst zijn nomina sacra gebruikt. Op grond van het schrifttype wordt het handschrift gedateerd in de 3e eeuw. Het is daarmee het oudste handschrift dat van 1 Timoteüs bekend is. Het wordt bewaard in de Art, Archaeology and Ancient World Library in Oxford bij de Oxyrhynchus papyri.